# Ламарш, Беатрис
Беатрис Ламарш (фр. Béatrice Lamarche; род. 1 октября 1998 года, Квебек, Канада) — канадская конькобежка, чемпионка Канады и 9-кратная призёр чемпионата Канады.

## Биография
Беатрис Ламарш, дочь знаменитого канадского конькобежца Бенуа Ламарша, начала заниматься конькобежным спортом в возрасте 5 лет в клубе "CPV Sainte-Foy" в Квебеке. Первоначально она совмещала длинную дорожку в шорт-треком. В 2012 году Ламарш выиграла третье место на чемпионате Канады среди юниоров в своей возрастной категории на дистанции 500 м, а через год выиграла эту дистанцию. В 2015 году стала 2-й в многоборье на чемпионате Канады среди юниоров в спринте и полностью перешла в конькобежный спорт. 
На чемпионате Канады среди юниоров 2016 года она первенствовала на дистанциях 500 и 1000 метров, а следом на дебютном чемпионате мира среди юниоров в Чанчуне завоевала бронзовые медали на дистанции 1500 метров и в масс-старте. В том же сезоне стала участвовать и на взрослом чемпионате страны. Через год вновь была третьей на чемпионате мира среди юниоров в Хельсинки на дистанции 1000 метров и в масс-старте, а в 2018 году Беатрис стала чемпионкой мира в масс-старте.
В 2019 году впервые стала бронзовым призёром национального чемпионата Канады в забеге на 1000 метров, и на этапе Кубке мира в Астане выиграла с партнёршами командную гонку преследования. В 2020 году Беатрис дебютировала на чемпионате четырёх континентов в Милуоки, завоевав золото в командном спринте. На дебютном чемпионате мира на отдельных дистанциях заняла 21-е место в беге на 1000 метров. В 2021 году на чемпионате мира на отдельных дистанциях заняла лучшее 12-е место на своей коронной дистанции 1000 метров.
В конце 2021 года она неудачно выступила на чемпионате Канады, а позже из-за возобновления случаев заболевания COVID-19 были отменены этапы Кубка мира и Беатрис не смогла отобраться на олимпиаду 2022 года в Пекине. В октябре 2022 года она вернулась и заняла 2-е место на чемпионате Канады в забеге на 1000 и 3-е на 1500 метров и в масс-старте, а в декабре участвовала на чемпионате четырёх континентов в Квебеке, где выиграла золото в командной гонке и бронзу в забеге на 1000 метров. В марте на чемпионате мира заняла 12-е место на дистанции 1500 метров.
В сезоне 2023/24 заняла на чемпионате Канады третьи места на дистанциях 1000 и 1500 метров и 2-е место в командной гонке преследования на Кубке мира в Томашув-Мазовецком. В октябре 2024 года Беатрис выиграла на чемпионате Канады золотую медаль на дистанции 1000 м и по одной серебряной и бронзовой в забегах на 500 и 1500 метров соответственно. В ноябре на чемпионате четырёх континентов в Хатинохе вместе с подругами завоевала золото в командном спринте.

## Личная жизнь и семья
Беатрис Ламарш обучается на факультете естественных наук в Университете Лаваля. Её отец Бенуа Ламарш представлял Канаду в конькобежном спорте на зимних Олимпийских играх в 1984 и 1988 годах. Её двоюродный брат Антуан Ганьон-Ламарш также является конькобежцем и выступал на национальном уровне в Канаде.